# Flughafen Dong Tac

i8
i11
i13
Der Flughafen Dong Tac (vietnamesisch Sân bay Đông Tác, früher englisch Tuy Hoa Air Base, IATA-Code: TBB, ICAO-Code: VVTH) ist ein Flughafen von Đông Tác in der Provinz Phú Yên in Vietnam.

## Lage und Anfahrt
Der Flughafen liegt in der Nähe der Stadt Dong Tac.
Der nächste Hafen ist der, mehr als 90 km entfernte, Van Phong Port.

## Geschichte
Im Vietnamkrieg war der Flughafen Đông Tác als Tuy Hoa Air Base bekannt.  Im Jahre 1966 errichtet, war er einer von vielen Luftwaffenstützpunkten der südvietnamesische Luftwaffe und wurde durch die United States Air Force genutzt.

## Flugplatzmerkmale
Einzelheiten über die am Flughafen verfügbaren Navigationshilfen sind nicht öffentlich bekannt.

## Zwischenfälle
Von der Eröffnung 1966 bis Dezember 2022 kam es am Militärflugplatz Tuy Hoa (später Flughafen Dong Tac) und in seiner näheren Umgebung zu 7 Totalschäden von Flugzeugen. Bei einem davon kamen 85 Menschen ums Leben.
- Am 11. Dezember 1965 wurde eine Fairchild C-123B-18-FA Provider der United States Air Force (USAF) (Luftfahrzeugkennzeichen 56-4376) 32 Kilometer westlich des Militärflugplatzes Tuy Hoa bei niedriger Bewölkung gegen eine Hügelkette geflogen. Dabei berührte sie Bäume, geriet ins Trudeln und stürzte 300 Meter tiefer zu Boden. Bei diesem CFIT (Controlled flight into terrain) wurden alle 85 Insassen getötet, vier Besatzungsmitglieder und 81 Passagiere an Bord der für 60 Passagiere zugelassenen Maschine. Es war der Unfall einer C-123 Provider mit den meisten Todesopfern.[3]

- Am 25. April 1970 überrollte eine Douglas DC-3/C-47A-20-DK der taiwanischen Winner Airways (B-308) bei der Landung auf dem Militärflugplatz Tuy Hoa das Landebahnende und stürzte ins Meer. Über Personenschäden ist nichts bekannt.[4]